# دی‌فنیل اگزالات
دی‌فنیل اگزالات (به انگلیسی: Diphenyl oxalate) با فرمول شیمیایی C14H10O4 یک ترکیب شیمیایی با شناسه پاب‌کم ۱۸۴۷۵ است؛ که جرم مولی آن 242.227 g/mol می‌باشد. شکل ظاهری این ترکیب، جامد است. این ترکیب از پیوند دو حلقه فنلی با آنیون اگزالات تولید می‌شود.